# Drepanocnemis dorae
Drepanocnemis dorae är en tvåvingeart som beskrevs av Stein 1911. Drepanocnemis dorae ingår i släktet Drepanocnemis och familjen husflugor.
Artens utbredningsområde är Peru. Inga underarter finns listade i Catalogue of Life.